# Championnat de France féminin de football de deuxième division 1996-1997
Navigation
Édition précédente Édition suivante
Le National 1B 1996-1997  est la 9e édition du Championnat de France féminin de football de seconde division. 
Le deuxième niveau du championnat féminin oppose trente clubs français répartis en trois groupes de dix clubs, en une série de dix-huit rencontres jouées durant la saison de football. En fin de saison, les meilleures équipes de chaque groupe s'affrontent lors d'un tournoi final, où chaque équipe affronte une seule fois les deux autres.
Les trois clubs participants au tournoi final montent en National 1A lors de la saison suivante alors que les deux derniers clubs de chaque groupe sont relégués en championnat interrégional.
Lors de l'exercice précédent, l'ASPTT Strasbourg et le FCF Hénin-Beaumont ont été relégués après avoir fini à une des trois dernières places de National 1A, le Poissy JSF a quant à lui été banni des compétitions nationales. L'AS Grayan Nord-Medoc, le Herblay FAS, l'ESTC Poitiers, l'ES Vitrolles, le FCF Le Puy, le Besançon PSF, et le RC Arras, ont quant à eux, gagné le droit d'évoluer dans ce championnat après avoir terminé aux premières places de leurs groupes de championnat interrégional.  
La compétition est remportée par le Montpellier Le Crès qui est promu en compagnie de l'AS Saint-Quentin FF et du Stade quimpérois. Dans le bas du classement, le CS Blanc-Mesnil, le RC Arras, le FCF Ambilly, le RC Saint-Étienne, l'AS Grayan Nord-Medoc et l'ESTC Poitiers sont relégués en championnat interrégional. L'ASPTT Strasbourg et le Herblay FAS sont rétrogradés administrativement.

## Participants
Ce tableau présente les trente équipes qualifiées pour disputer le championnat 1996-1997. On y trouve le nom des clubs, la date de création du club, l'année de la dernière accession à cette division, le nom des stades ainsi que la capacité de ces derniers.
Le championnat comprend trois groupes de dix équipes.
Légende des couleurs
- Relégué de National 1A.
- Promu de championnat interrégional.

| \| AS Saint-Quentin FCF Hénin-Beaumont I ASPTT Strasbourg0 US Compiègne FC Vendenheim AS Nancy-Lorraine Paris SG Herblay FAS CS Blanc Mesnil RC Arras \| Localisation des clubs engagés dans le groupe A. |
| AS Saint-Quentin FCF Hénin-Beaumont I ASPTT Strasbourg0 US Compiègne FC Vendenheim AS Nancy-Lorraine Paris SG Herblay FAS CS Blanc Mesnil RC Arras                                                        |

| Nom du club         | Date de création | Dernière accession | Classement 1995-1996 | Stade                           | Capacité |
| ------------------- | ---------------- | ------------------ | -------------------- | ------------------------------- | -------- |
| FCF Hénin-Beaumont  | 1972             | 1996               | N1A                  | Stade Octave-Birembaut          | 3 000    |
| ASPTT Strasbourg    | -                | 1996               | N1A                  | -                               | -        |
| FC Vendenheim       | 1974             | 1992               | 2 (Gr A)             | Stade Waldeck                   | -        |
| AS Nancy-Lorraine   | -                | 1995               | 3 (Gr A)             | Stade Marcel-Picot (Annexe)     | -        |
| Paris SG            | 1971             | 1995               | 4 (Gr A)             | Stade Georges Lefevre           | 3 500    |
| US Compiègne        | 1988             | 1994               | 5 (Gr A)             | Stade de Mercières              | -        |
| CS Blanc-Mesnil     | -                | 1994               | 6 (Gr A)             | -                               | -        |
| AS Saint-Quentin FF | 1980             | 1995               | 7 (Gr A)             | Stade Philippe Roth             | -        |
| Herblay FAS         | -                | 1996               | CIR                  | Stade Municipal des Beauregards | -        |
| RC Arras            | -                | 1996               | CIR                  | -                               | -        |

| \| Montpellier Le Crès Besançon AFF I FC Félines Saint-Cyr ES Vitrolles US Villers-les-Pots Grenoble FF Besançon PSF FCF Le Puy FCF Ambilly RC Saint-Étienne \| Localisation des clubs engagés dans le groupe B. |
| Montpellier Le Crès Besançon AFF I FC Félines Saint-Cyr ES Vitrolles US Villers-les-Pots Grenoble FF Besançon PSF FCF Le Puy FCF Ambilly RC Saint-Étienne                                                        |

| Nom du club          | Date de création | Dernière accession | Classement 1995-1996 | Stade              | Capacité |
| -------------------- | ---------------- | ------------------ | -------------------- | ------------------ | -------- |
| FC Félines Saint-Cyr | -                | 1995               | 2 (Gr B)             | -                  | -        |
| Montpellier Le Crès  | -                | 1992               | 3 (Gr B)             | Stade Joseph Blanc | 1 000    |
| Besançon AFF         | -                | 1992               | 4 (Gr B)             | -                  | -        |
| US Villers-les-Pots  | -                | 1992               | 5 (Gr B)             | -                  | -        |
| RC Saint-Étienne     | 1977             | 1993               | 6 (Gr B)             | Stade Léon Nautin  | 1 500    |
| Grenoble FF          | 1983             | 1992               | 7 (Gr B)             | -                  | -        |
| FCF Ambilly          | 1978             | 1993               | 8 (Gr B)             | -                  | -        |
| ES Vitrolles         | -                | 1996               | CIR                  | -                  | -        |
| Besançon PSF         | -                | 1996               | CIR                  | -                  | -        |
| FCF Le Puy           | -                | 1996               | CIR                  | -                  | -        |

| \| Stade quimperois FC Gujan Mestras CBOSL Football ES Cormelles-le-Royal FCF Condéen US Orléans ASPTT Vannes FCE Arlac AS Grayan Nord-Medoc ESTC Poitiers \| Localisation des clubs engagés dans le groupe C. |
| Stade quimperois FC Gujan Mestras CBOSL Football ES Cormelles-le-Royal FCF Condéen US Orléans ASPTT Vannes FCE Arlac AS Grayan Nord-Medoc ESTC Poitiers                                                        |

| Nom du club           | Date de création | Dernière accession | Classement 1995-1996 | Stade                        | Capacité |
| --------------------- | ---------------- | ------------------ | -------------------- | ---------------------------- | -------- |
| Stade quimpérois      | 1971             | 1994               | 2 (Gr C)             | Stade de Kerhuel             | 2 040    |
| CBOSL Football        | -                | 1992               | 3 (Gr C)             | Stade de l'Arceau            | -        |
| ES Cormelles-le-Royal | 1953             | 1992               | 4 (Gr C)             | Stade Municipal              | -        |
| ASPTT Vannes          | -                | 1994               | 5 (Gr C)             | -                            | -        |
| FC Gujan Mestras      | -                | 1995               | 6 (Gr C)             | -                            | -        |
| FCF Condéen           | 1978             | 1995               | 7 (Gr C)             | Stade Robert Gossart         | -        |
| US Orléans            | -                | 1995               | 8 (Gr A)             | -                            | -        |
| FCE Arlac             | 1976             | 1992               | 8 (Gr C)             | Stade Joseph-Antoine Cruchon | -        |
| AS Grayan Nord-Medoc  | -                | 1996               | CIR                  | -                            | -        |
| ESTC Poitiers         | 1970             | 1996               | CIR                  | Stade Jean-Luc Gaboreau      | -        |

## Compétition

### Classement
Le classement est calculé avec le barème de points suivant : une victoire vaut trois points, le match nul un et la défaite zéro.
Critères appliqués pour départager en cas d'égalité au classement :
1. classement aux points des matchs joués entre les clubs ex æquo ;
2. différence entre les buts marqués et les buts concédés par chacun d’eux au cours des matchs qui les ont opposés ;
3. différence entre les buts marqués et les buts concédés sur la totalité des matchs joués dans le championnat ;
4. plus grand nombre de buts marqués sur la totalité des matchs joués dans le championnat ;
5. en cas de nouvelle égalité, une rencontre supplémentaire aura lieu sur terrain neutre avec, éventuellement, l’épreuve des tirs au but.

Classement du Groupe A
| Rang | Équipe               | Pts | J  | G | N | P | Bp | Bc | Diff |
| ---- | -------------------- | --- | -- | - | - | - | -- | -- | ---- |
| 1    | AS Saint-Quentin FF  | 39  | 18 | 0 | 0 | 0 | 0  | 0  | 0    |
| 2    | FCF Hénin-Beaumont R | 31  | 18 | 0 | 0 | 0 | 0  | 0  | 0    |
| 3    | ASPTT Strasbourg R   | 31  | 18 | 0 | 0 | 0 | 0  | 0  | 0    |
| 4    | US Compiègne         | 30  | 18 | 0 | 0 | 0 | 0  | 0  | 0    |
| 5    | FC Vendenheim        | 28  | 18 | 0 | 0 | 0 | 0  | 0  | 0    |
| 6    | AS Nancy-Lorraine    | 23  | 18 | 0 | 0 | 0 | 0  | 0  | 0    |
| 7    | Paris SG             | 21  | 18 | 0 | 0 | 0 | 0  | 0  | 0    |
| 8    | Herblay FAS P        | 18  | 18 | 0 | 0 | 0 | 0  | 0  | 0    |
| 9    | CS Blanc-Mesnil      | 16  | 18 | 0 | 0 | 0 | 0  | 0  | 0    |
| 10   | RC Arras P           | 9   | 18 | 0 | 0 | 0 | 0  | 0  | 0    |

|  | Promu en National 1A et qualifié pour le tournoi final. |
|  | Relégué en championnat interrégional. |
|  | R Relégué de National 1A P Promu de championnat interrégional. Pts points ; G victoires ; N match nuls ; P défaites Bp buts marqués ; Bc buts encaissés ; Diff différence de buts |

Classement du Groupe B
| Rang | Équipe               | Pts | J  | G  | N | P  | Bp | Bc | Diff |
| ---- | -------------------- | --- | -- | -- | - | -- | -- | -- | ---- |
| 1    | Montpellier Le Crès  | 40  | 18 | 12 | 4 | 2  | 56 | 23 | +33  |
| 2    | Besançon AFF         | 34  | 18 | 9  | 7 | 2  | 53 | 21 | +32  |
| 3    | FC Félines Saint-Cyr | 32  | 18 | 9  | 5 | 4  | 31 | 22 | +9   |
| 4    | ES Vitrolles P       | 31  | 18 | 9  | 4 | 5  | 35 | 23 | +12  |
| 5    | US Villers-les-Pots  | 24  | 18 | 7  | 3 | 8  | 35 | 35 | 0    |
| 6    | Grenoble FF          | 24  | 18 | 7  | 3 | 8  | 28 | 32 | -4   |
| 7    | Besançon PSF P       | 23  | 18 | 6  | 5 | 7  | 22 | 25 | -3   |
| 8    | FCF Le Puy P         | 22  | 18 | 7  | 1 | 10 | 30 | 44 | -14  |
| 9    | FCF Ambilly          | 11  | 18 | 3  | 2 | 13 | 27 | 56 | -29  |
| 10   | RC Saint-Étienne     | 10  | 18 | 2  | 4 | 12 | 28 | 64 | -36  |

|  | Promu en National 1A et qualifié pour le tournoi final.                                                                                                  |
|  | Relégué en championnat interrégional. |
|  | P Promu de championnat interrégional. Pts points ; G victoires ; N match nuls ; P défaites Bp buts marqués ; Bc buts encaissés ; Diff différence de buts |

Classement du Groupe C
| Rang | Équipe                 | Pts | J  | G | N | P | Bp | Bc | Diff |
| ---- | ---------------------- | --- | -- | - | - | - | -- | -- | ---- |
| 1    | Stade quimpérois       | 44  | 18 | 0 | 0 | 0 | 0  | 0  | 0    |
| 2    | FC Gujan Mestras       | 31  | 18 | 0 | 0 | 0 | 0  | 0  | 0    |
| 3    | CBOSL Football         | 31  | 18 | 0 | 0 | 0 | 0  | 0  | 0    |
| 4    | ES Cormelles-le-Royal  | 29  | 18 | 0 | 0 | 0 | 0  | 0  | 0    |
| 5    | FCF Condéen            | 26  | 18 | 0 | 0 | 0 | 0  | 0  | 0    |
| 6    | US Orléans             | 26  | 18 | 0 | 0 | 0 | 0  | 0  | 0    |
| 7    | ASPTT Vannes           | 20  | 18 | 0 | 0 | 0 | 0  | 0  | 0    |
| 8    | FCE Arlac              | 20  | 18 | 0 | 0 | 0 | 0  | 0  | 0    |
| 9    | AS Grayan Nord-Medoc P | 17  | 18 | 0 | 0 | 0 | 0  | 0  | 0    |
| 10   | ESTC Poitiers P        | 13  | 18 | 0 | 0 | 0 | 0  | 0  | 0    |

|  | Promu en National 1A et qualifié pour le tournoi final.                                                                                                  |
|  | Relégué en championnat interrégional. |
|  | P Promu de championnat interrégional. Pts points ; G victoires ; N match nuls ; P défaites Bp buts marqués ; Bc buts encaissés ; Diff différence de buts |

### Résultats
Groupe A
| Résultats (▼dom., ►ext.)                                   | Arr | Bla | Com | Hén | Her | Nan | PSG | S-Q | Str | Ven |
| RC Arras                                                   |     | -   | -   | -   | -   | -   | -   | -   | -   | -   |
| CS Blanc-Mesnil                                            | -   |     | -   | -   | -   | -   | -   | -   | -   | -   |
| US Compiègne                                               | -   | -   |     | -   | -   | -   | -   | -   | -   | -   |
| FCF Hénin-Beaumont                                         | -   | -   | -   |     | -   | -   | -   | -   | -   | -   |
| Herblay FAS                                                | -   | -   | -   | -   |     | -   | -   | -   | -   | -   |
| AS Nancy-Lorraine                                          | -   | -   | -   | -   | -   |     | -   | -   | -   | -   |
| Paris SG                                                   | -   | -   | -   | -   | -   | -   |     | -   | -   | -   |
| AS Saint-Quentin FF                                        | -   | -   | -   | -   | -   | -   | -   |     | -   | -   |
| ASPTT Strasbourg                                           | -   | -   | -   | -   | -   | -   | -   | -   |     | -   |
| FC Vendenheim                                              | -   | -   | -   | -   | -   | -   | -   | -   | -   |     |
| - Victoire à domicile - Match nul - Victoire à l'extérieur |     |     |     |     |     |     |     |     |     |     |

Groupe B
Source : Championnat de France de D2 1996-1997 - Groupe B - Calendrier, sur rsssf.com
| Résultats (▼dom., ►ext.)                                   | Amb | BAFF | BPSF | Gre | Puy | Mon | Fél | S-É  | Vil | Vit |
| FCF Ambilly                                                |     | 0-5  | 3-1  | 2-1 | 1-2 | 0-2 | 1-2 | 5-1  | 3-3 | 1-4 |
| Besançon AFF                                               | 6-1 |      | 1-1  | 2-2 | 5-0 | 3-3 | 2-1 | 11-1 | 1-0 | 1-2 |
| Besançon PSF                                               | 2-0 | 2-2  |      | 2-1 | 1-0 | 1-3 | 0-1 | 2-0  | 2-1 | 0-0 |
| Grenoble FF                                                | 3-1 | 0-5  | 2-1  |     | 3-1 | 1-4 | 0-0 | 2-0  | 2-1 | 0-0 |
| FCF Le Puy                                                 | 2-2 | 1-3  | 3-1  | 3-0 |     | 1-5 | 1-3 | 5-1  | 0-3 | 0-5 |
| Montpellier Le Crès                                        | 7-2 | 0-0  | 1-1  | 2-5 | 4-0 |     | 3-2 | 1-1  | 6-0 | 2-0 |
| FC Félines Saint-Cyr                                       | 4-3 | 1-1  | 0-0  | 3-2 | 0-2 | 4-2 |     | 3-2  | 2-0 | 3-0 |
| RC Saint-Étienne                                           | 3-1 | 4-4  | 2-4  | 0-2 | 2-3 | 1-5 | 2-1 |      | 1-1 | 3-3 |
| US Villers-les-Pots                                        | 4-0 | 2-0  | 2-1  | 2-1 | 2-5 | 1-4 | 1-1 | 7-2  |     | 4-0 |
| ES Vitrolles                                               | 4-1 | 0-1  | 3-0  | 3-1 | 3-1 | 0-2 | 0-0 | 4-2  | 4-1 |     |
| - Victoire à domicile - Match nul - Victoire à l'extérieur |     |      |      |     |     |     |     |      |     |     |

Groupe C
| Résultats (▼dom., ►ext.)                                   | CBOSL | Arl | Con | Cor | Gra | Guj | Poi | Qui | Orl | Van |
| CBOSL Football                                             |       | -   | -   | -   | -   | -   | -   | -   | -   | -   |
| FCE Arlac                                                  | -     |     | -   | -   | -   | -   | -   | -   | -   | -   |
| FCF Condéen                                                | -     | -   |     | -   | -   | -   | -   | -   | -   | -   |
| ES Cormelles-le-Royal                                      | -     | -   | -   |     | -   | -   | -   | -   | -   | -   |
| AS Grayan Nord-Medoc                                       | -     | -   | -   | -   |     | -   | -   | -   | -   | -   |
| FC Gujan Mestras                                           | -     | -   | -   | -   | -   |     | -   | -   | -   | -   |
| ESTC Poitiers                                              | -     | -   | -   | -   | -   | -   |     | -   | -   | -   |
| Stade quimpérois                                           | -     | -   | -   | -   | -   | -   | -   |     | -   | -   |
| US Orléans                                                 | -     | -   | -   | -   | -   | -   | -   | -   |     | -   |
| ASPTT Vannes                                               | -     | -   | -   | -   | -   | -   | -   | -   | -   |     |
| - Victoire à domicile - Match nul - Victoire à l'extérieur |       |     |     |     |     |     |     |     |     |     |

### Tournoi final
Le tournoi final du championnat oppose les meilleures équipes de chaque groupe lors d'un mini-tournoi à trois. Les équipes affrontent une seule fois leurs deux adversaires selon un calendrier tiré aléatoirement. 
Le classement est calculé avec le barème de points suivant : une victoire vaut quatre points, le match nul deux en cas de victoire aux tirs au but et un en cas de défaite et la défaite zéro.
Critères de départage en cas d'égalité au classement :
1. classement aux points des matchs joués entre les clubs ex æquo ;
2. différence entre les buts marqués et les buts concédés par chacun d’eux au cours des matchs qui les ont opposés ;
3. différence entre les buts marqués et les buts concédés sur la totalité des matchs joués dans le championnat ;
4. plus grand nombre de buts marqués sur la totalité des matchs joués dans le championnat ;
5. en cas de nouvelle égalité, une rencontre supplémentaire aura lieu sur terrain neutre avec, éventuellement, l’épreuve des tirs au but.

Classement
| Rang | Équipe              | Pts | J | G | N | P | Bp | Bc | Diff |
| ---- | ------------------- | --- | - | - | - | - | -- | -- | ---- |
| 1    | Montpellier Le Crès | 8   | 2 | 2 | 0 | 0 | 7  | 1  | +6   |
| 2    | Stade quimpérois    | 5   | 2 | 1 | 0 | 1 | 2  | 5  | -3   |
| 3    | AS Saint-Quentin FF | 2   | 2 | 0 | 0 | 2 | 0  | 3  | -3   |

|  | Pts points ; G victoires ; N match nuls ; P défaites Bp buts marqués ; Bc buts encaissés ; Diff différence de buts |

Résultats
| 1re journée | 1re journée         | 1re journée | 1re journée         |
| Date        | Club                | Score       | Club                |
| ----------- | ------------------- | ----------- | ------------------- |
| 18/05/1997  | Stade quimpérois    | 1-0         | AS Saint-Quentin FF |
| 2e journée  |                     |             |                     |
| Date        | Club                | Score       | Club                |
| 25/05/1997  | AS Saint-Quentin FF | 0-2         | Montpellier Le Crès |
| 3e journée  |                     |             |                     |
| Date        | Club                | Score       | Club                |
| 01/06/1997  | Montpellier Le Crès | 5-1         | Stade quimpérois    |

## Bilan de la saison
| Championnat de France féminin de football de deuxième division 1996-1997 |                                 |
| Champion                                                                 | Montpellier Le Crès (1er titre) |
| Promotions et relégations                                                |                                 |
| Promus en National 1A                                                    | AS Saint-Quentin FF             |
| Promus en National 1A                                                    | Montpellier Le Crès             |
| Promus en National 1A                                                    | Stade quimpérois                |
| Relégués en National 1B                                                  | Saint-Memmie Olympique          |
| Relégués en National 1B                                                  | Caluire SCSC                    |
| Relégués en National 1B                                                  | US Mans                         |